# بوبي روزنفيلد
بوبي روزنفيلد (بالإنجليزية: Bobbie Rosenfeld)‏‏ (28 ديسمبر 1904 في دنيبرو - 14 نوفمبر 1969 في تورونتو) منافسة ألعاب القوى، وعداءة سريعة من كندا.

## روابط خارجية
- بوبي روزنفيلد على موقع اللجنة الأولمبية الدولية (الإنجليزية)
- بوبي روزنفيلد على موقع أوليمبيديا (الإنجليزية)
- بوبي روزنفيلد على موقع اللجنة الأولمبية الكندية (الإنجليزية)
- بوبي روزنفيلد على موقع قاعة كندا للمشاهير الرياضية (الإنجليزية)
- بوبي روزنفيلد على موقع قاعة أونتاريو للمشاهير الرياضية (مؤرشف) (الإنجليزية)